# Kanada grandis
Kanada grandis är en insektsart som beskrevs av Schmidt 1922. Kanada grandis ingår i släktet Kanada och familjen hornstritar. Inga underarter finns listade i Catalogue of Life.